# (770) Бали
(770) Бали (лат. Bali) — астероид главного пояса, который принадлежит к тёмному спектральному классу S и входит в состав семейства Флоры. Он был открыт 31 октября 1913 года немецким астрономом Адамом Массингером в обсерватории Хайдельберг и назван в честь индонезийского острова Бали.